# 環太平洋地區

环太平洋地区地圖

环太平洋地区是太平洋周边地区的总称，属于地缘政治和地缘经济术语。

## 特点
环太平洋地区在自然和经济方面具有丰富的多样性，经济发展上有世界第一、傳統的超級大國美国，潛在的超級大國中華人民共和國；韩国、台湾、新加坡和香港自1980年代开始成为创造发展奇迹的“亞洲四小龍”，至今仍具发展活力；日本、大中華地區、韩国和美国西海岸为重要的技术策源地；俄罗斯远东地区、加拿大和澳大利亚蕴藏着丰富的自然资源；越南、墨西哥正快速走上工业化发展道路；東盟國家、中国大陆拥有丰富的人力资源；美国、智利和新西兰有生产力水準极高的农业，澳大利亚和新西兰拥有发达的畜牧业。很多经济学家们预测，未来世界的经济中心将由传统的欧洲、北美东部转向环太平洋地区。

## 環太平洋地區
以下地區常被認為屬於環太平洋地區：

| - 东亚 - 俄羅斯（僅远东地区部分位于环太平洋地区） - 日本 - 朝鮮半島 - 中國大陸 - 香港 - 澳門 - 台灣 - 东南亚 - 越南 - 馬來西亞 - 新加坡 - 印度尼西亞 - 菲律賓 | - 大洋洲（主权国家） - 澳洲 - 帛琉 - 密克羅尼西亞聯邦 - 巴布亞紐幾內亞 - 索羅門群島 - 諾魯 - 馬紹爾群島 - 萬那杜 - 紐西蘭 - 吐瓦魯 - 斐濟 - 吉里巴斯 - 東加 - 薩摩亞 | - 大洋洲（屬地） - 澳洲 - 諾福克島 - 聖誕島 - 科科斯（基林）群島 - 新西兰王国 - 托克勞 - 紐埃 - 庫克群島 - 法国海外部分 - 新喀里多尼亞 - 瓦利斯和富圖納 - 法屬玻里尼西亞 - 英国海外领土 - 皮特凱恩群島 - 美国海外领土 - 北馬利安納群島 - 關島 - 美屬薩摩亞 - 智利 - 復活節島 | - 北美 - 加拿大 - 美國 - 墨西哥 - 中美洲 - 瓜地馬拉 - 薩爾瓦多 - 宏都拉斯 - 尼加拉瓜 - 哥斯大黎加 - 巴拿馬 - 南美洲 - 哥倫比亞 - 厄瓜多 - 秘魯 - 智利 |

## 军事

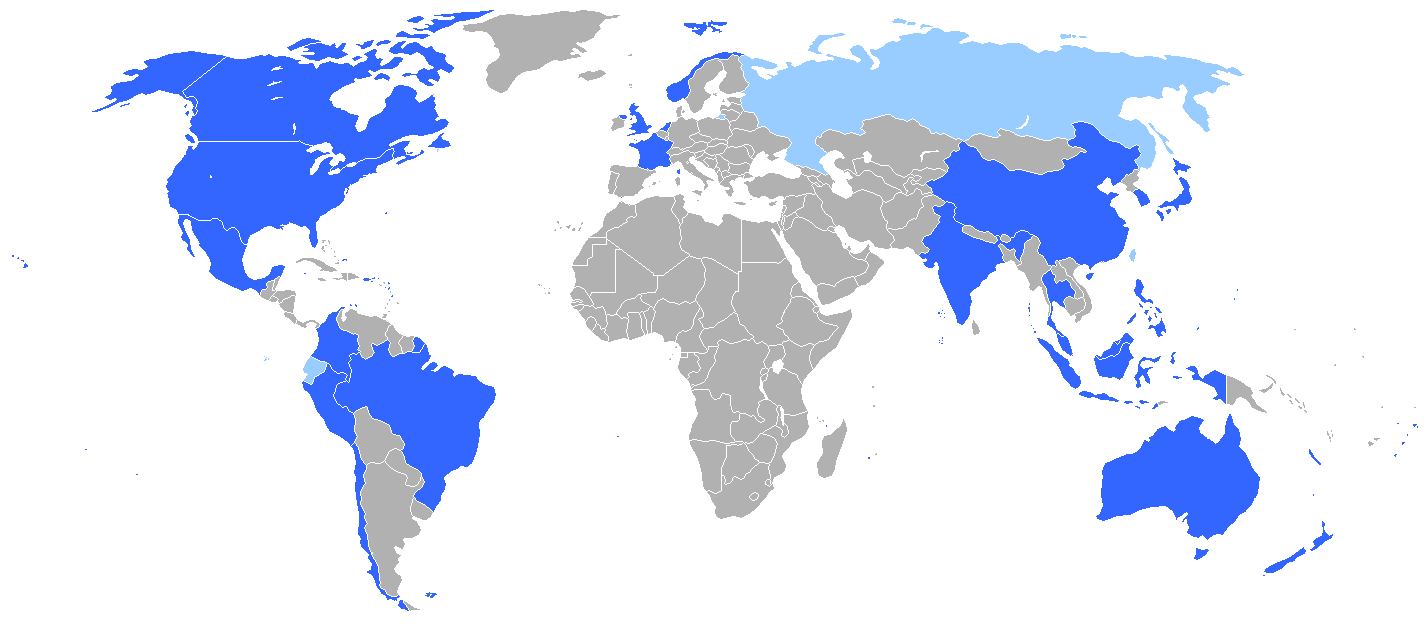
RIMPAC正式參與國（深藍）與觀察員（淺藍）

環太平洋軍事演習（英語：Rim of the Pacific Exercise，縮寫）是由美國主导、美國太平洋司令部指挥，每兩年一次在美國的夏威夷群島周邊和珍珠港举行的跨國海上军事演习。時至今日，環太演習目的在於保障太平洋沿岸國家海上通道安全和聯合反恐。RIMPAC是世界上最大的國際海上演習，主要著眼在環太平洋地區的整體利益。